# 沃洛夫帝國
沃洛夫帝國（阿拉伯语：امبراطورية جولوف），是一个历史上存在的西非君主制国家。曾在1350年至1549年期间统治过现代塞内加尔的相当部分地区:484。在1549年的丹基战役之后，其大部分附庸国完全或事实上独立；可控领土严重缩水。此后它被称为沃洛夫王国。